# Alfred Philippe Roll

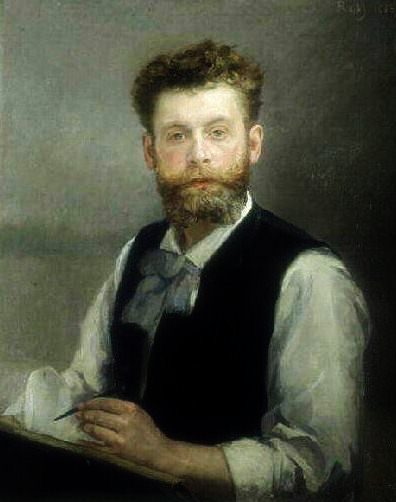
Alfred Philippe Roll, zelfportret

Alfred Philippe Roll, ook wel Alfred Roll (Parijs, 1 maart 1846 – aldaar, 27 oktober 1919), was een Frans kunstschilder.

## Leven en werk
Roll studeerde aan de École des beaux-arts, onder Jean-Léon Gérôme, Charles-François Daubigny en Léon Bonnat. Tijdens de Frans-Duitse Oorlog diende hij in het leger.
Het vroege werk van Roll kenmerkt zich door een romantische stijl. Hij schilderde landschappen en mythologische taferelen. Succes had hij in de Parijse salon met Het feest van Silenius, tegenwoordig in het Museum voor Schone Kunsten te Gent. Rond 1880 komt hij onder invloed van het realisme, meer in het bijzonder van Gustave Courbet. Later zien we ook invloeden van het impressionisme. In deze periode koos Roll zijn onderwerpen veelal uit het leven van alledag, vaak met een sociale inslag, zoals De mijnstaking uit 1880. Ook maakte hij veel portretten en officiële schilderijen in opdracht van de Franse staat, waaronder De begrafenis van Victor Hugo.
Roll maakte ook naam als muurschilder en maakte onder andere decoraties voor het Hôtel de ville te Parijs. Hij was voorzitter van de Société nationale des beaux-arts en doceerde aan de Académie Julian. In 1919 overleed hij, 73 jaar oud.

## Galerij

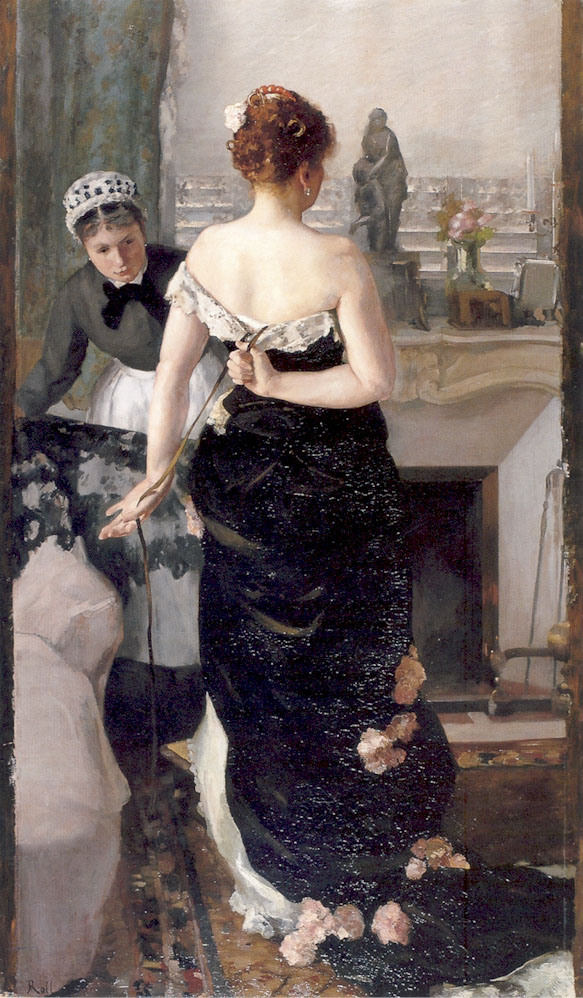
Après le bal
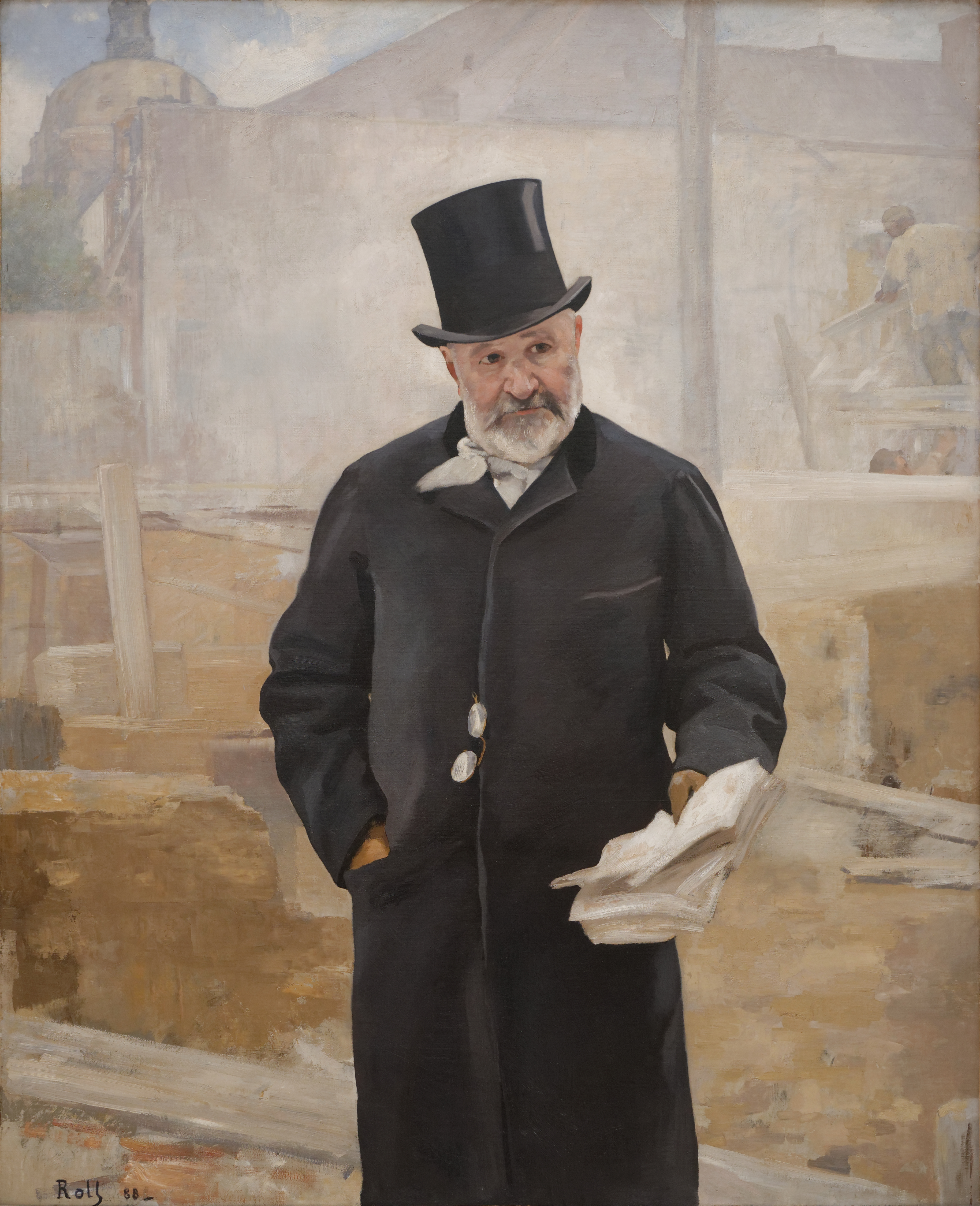
Portret van Adolphe Alphand (1888), Petit Palais
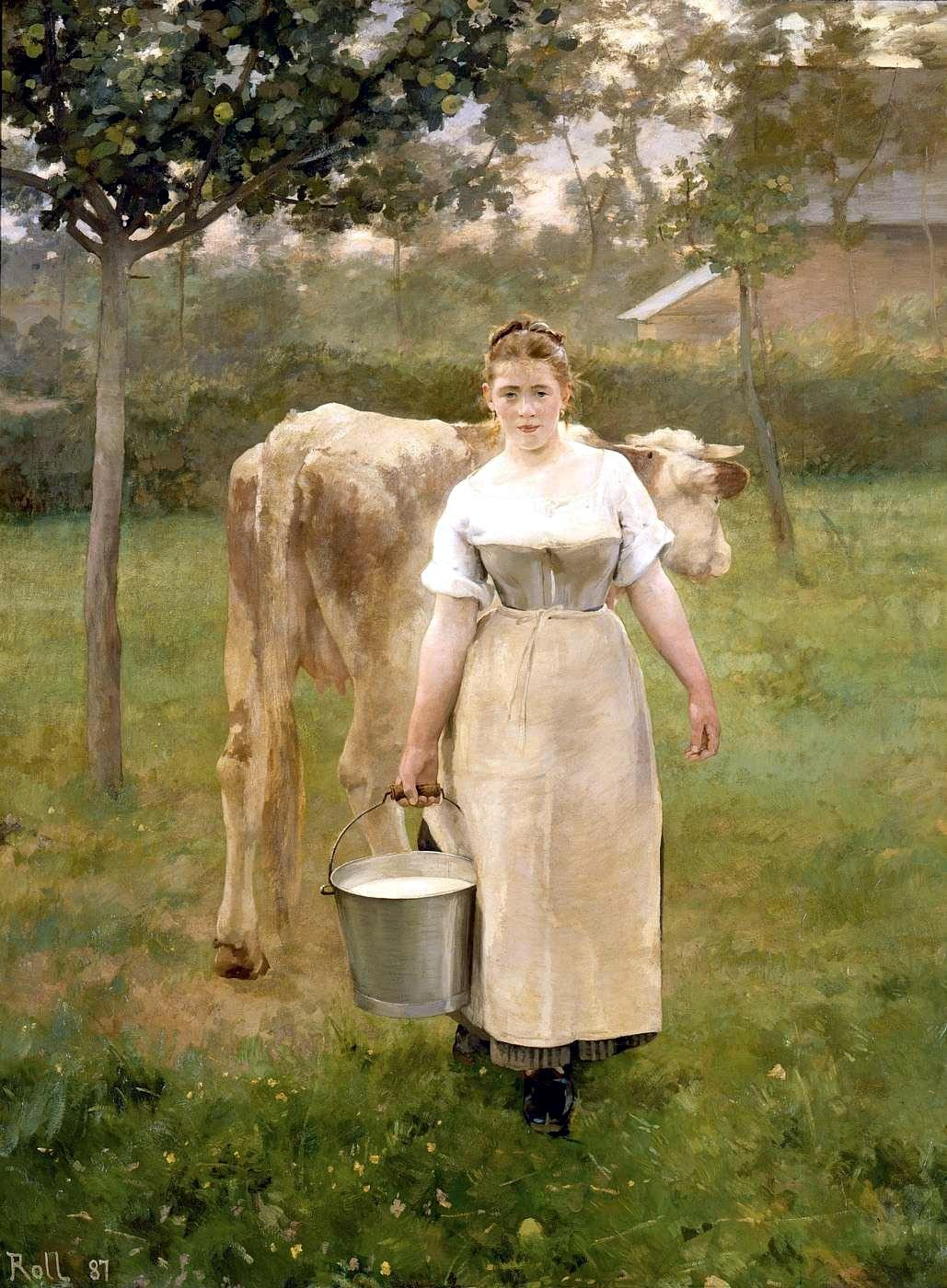
Manda Lamétrie, boerin
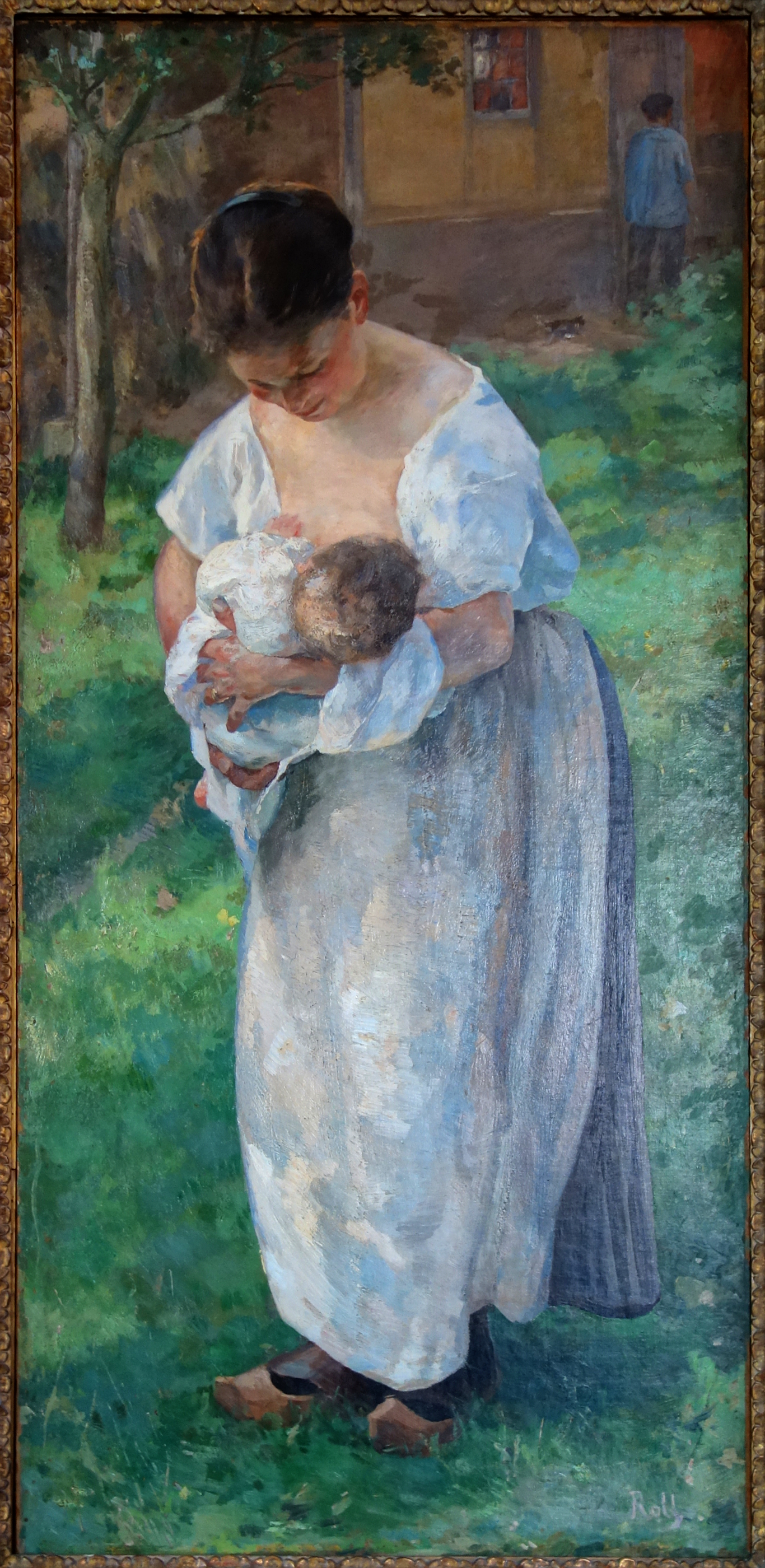
Bakermeid
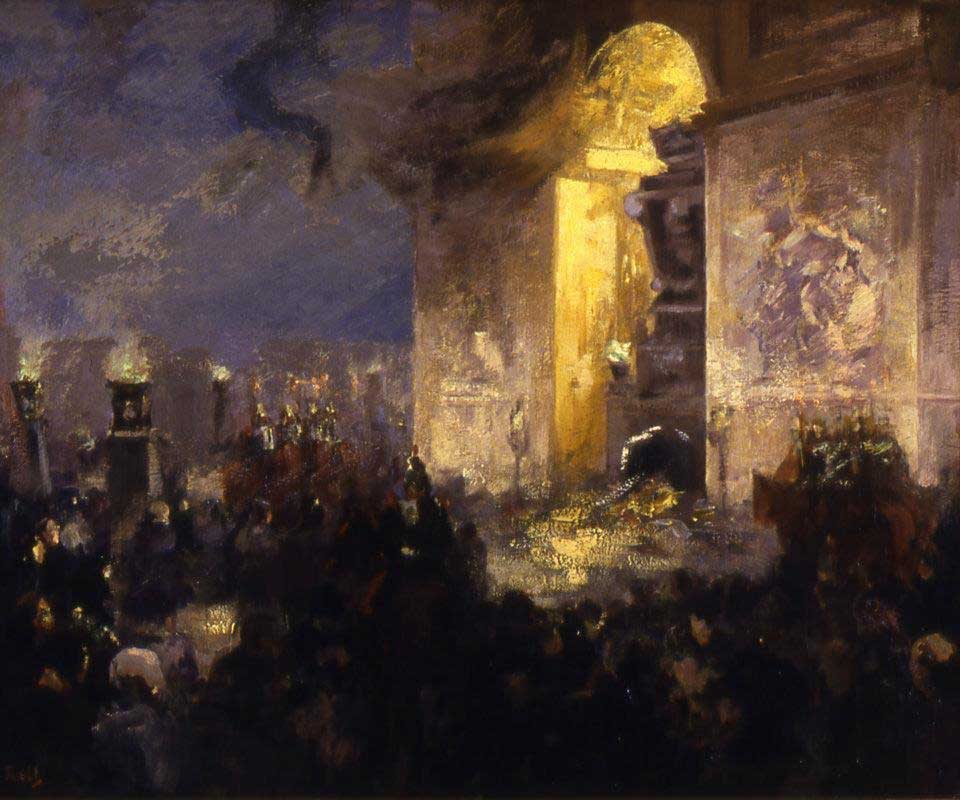
De begrafenis van Victor Hugo